# Olga Núñez Abaunza
Olga María Núñez Abaunza de Saballos (* 22. März 1920 in Masaya als Olga María Núñez Abaunza; † 12. September 1971 ebenda) war eine nicaraguische Juristin, Schriftstellerin und Politikerin (PLN). Sie war die erste Rechtsanwältin ihres Landes sowie die erste in die nicaraguische Nationalversammlung gewählte Frau.

## Leben und Wirken
Olga Núñez Abaunza wurde als Tochter von Arturo Núñez Pasquier und Filomena Abaunza in Masaya geboren. Dort besuchte sie die Grundschule und auch die weiterführende Schule. Als Schülerin betätigte sie sich literarisch, leitete unter anderem die Schülerzeitung und veröffentlichte in Literaturzeitschriften Kurzgeschichten, Gedichte und Kurzprosa. Für ihr Abitur, das sie 1939 ablegte, wechselte sie auf das Instituto Nacional Miguel Ramírez Goyena in Managua. Im selben Jahr wurde sie in das Athenäum von Masaya aufgenommen. Später studierte sie Rechts- und Sozialwissenschaften an der Fakultät für Rechtswissenschaften und Notariat der Universidad Central de Nicaragua in Managua. Durch präsidialen Erlass wurde sie noch während ihres Studiums zur ersten Direktorin des Nationalen Bildungsrates ernannt. 1945 schloss sie ihr Jura-Studium als erste Frau in der Geschichte Nicaraguas ab und wurde mit der Schrift La posición de la mujer en la Constitución y el Derecho Penal de Nicaragua (deutsch: Die Stellung der Frau in der Verfassung und im Strafrecht Nicaraguas) zur Dr. iur. promoviert. Anschließend arbeitete sie als erste Frau als Rechtsanwältin und Notarin.
Neben ihrer juristischen Tätigkeit betätigte sie sich weiterhin literarisch und erhielt im Jahr ihres Studienabschlusses den Nationalen Literaturpreis Rubén Darío für ihren Roman Renunciación, der aber nie veröffentlicht wurde. An der privaten Bucknell University in Lewisburg absolvierte sie ein Postgraduiertenstudium und erwarb 1947 an der American University in Washington D.C. im Bereich Internationale Organisationen und Beziehungen einen Master-Abschluss. Während ihrer Zeit in Washington fungierte sie als Vizekonsulin Nicaraguas und Kulturattaché. 1950 kehrte sie nach Nicaragua zurück und wurde zur Vizeministerin für öffentliche Bildung ernannt. Auch in diesem Amt war sie die erste Frau in der Geschichte Nicaraguas. 1953 heiratete sie den Anwalt Efrén Saballos, mit dem sie insgesamt vier Töchter hatte.
1957 wurde sie für die PLN als erste Frau in die nicaraguische Nationalversammlung gewählt. In den folgenden 14 Jahren bekleidete sie im Parlament verschiedene Positionen des Parlamentsvorstands. Ebenfalls seit 1957 war sie Delegierte Nicaraguas in der Interamerikanischen Frauenkommission (CIM), wo sie ab 1970 ebenfalls das Amt der Vizepräsidentin innehatte. 1963 wurde sie vom Nationalkongress in das Amt der Vizepräsidentin der Republik Nicaragua gewählt, das sie jedoch, wahrscheinlich aus geschlechtsspezifischen Gründen, nicht offiziell antreten konnte.
Núñez Abaunza war glühende Feministin und setzte sich nicht nur in Nicaragua, sondern in ganz Latein- und Südamerika für die Gleichstellung der Frau ein. Außerdem vertrat sie Nicaragua in der Kommission für die Rechtsstellung der Frau der Vereinten Nationen und bei den Versammlungen der Interamerikanischen Frauenkommission in Washington, Rio de Janeiro, Asunción, Montevideo und Bogotá. Später wurde sie auch zur Präsidentin der Union der Amerikanischen Frauen gewählt. Von der peruanischen Regierung wurde ihr für ihre dahingehenden Verdienste der Orden de las Palmas Magisteriales verliehen.
Olga Núñez Abaunza starb am 12. September 1971 im Alter von 51 Jahren in Masaya.